# Jeannette Laot
Pour les articles homonymes, voir Laot.
Jeannette Laot, née le 15 janvier 1925 à Landerneau (Finistère) et morte le 14 mai 2025 à Strasbourg (Bas-Rhin), est une syndicaliste et féministe française.

## Biographie
Jeannette Laot est la fille de parents bouchers de Landerneau. Elle a trois frères et sœurs. Elle fréquente une école catholique et obtient son certificat d’études en 1938. Après le décès de son père en 1938, elle aide sa mère dans le commerce familial et travaille avec une cousine modiste à la confection de chapeaux sous l’Occupation.
Après la Seconde Guerre mondiale, ses activités professionnelles étant compromises, elle est embauchée comme ouvrière à la manufacture des tabacs de Morlaix en 1948 en tant que pupille de la nation. Elle travaille à l’écotage des feuilles de tabac, puis à la confection de cigares. Après avoir dans un premier temps adhéré à Force ouvrière (FO), mais déçue, elle fonde en 1948 une section syndicale de la Confédération française des travailleurs chrétiens (CFTC) avec l’aide de responsables CFTC rencontrés à l’Action catholique ouvrière.
En 1954, Jeannette Laot monte à Paris et prend des responsabilités nationales à la Fédération de la Société d'exploitation industrielle des tabacs et des allumettes (SEITA). Active au sein de la minorité CFTC, elle participe à la déconfessionnalisation du syndicat (la CFTC à la CFDT). En 1970, elle rentre à la commission exécutive de la Confédération française démocratique du travail (CFDT) dans le sillage d’Edmond Maire. Elle a la charge du cadre de vie puis de l'action revendicative tout en étant responsable de la commission féminine confédérale.
Catholique pratiquante, Jeannette Laot est l’une des premières femmes, en France à avoir impliqué son organisation syndicale dans le mouvement féministe dans les années 1960 et 1970.
La CFDT, qui effectue son tournant laïc au début des années 1970, commence également à prendre en compte la sexualité et les thématiques féministes, notamment après la publication du Manifeste des 343 (5 avril 1971), Jeannette Laot impulsant le débat au sein de la centrale. Proche du Mouvement français pour le planning familial (MFPF), elle s’engage dans la lutte pour le droit à la contraception et à l’avortement. Les  syndicats de salariés s'impliquent alors de plus pour la contraception,.
Lors de la création du Mouvement pour la liberté de l’avortement et de la contraception (MLAC) en 1973, Jeannette Laot qui était vice-présidente de la CFDT en devient aussi vice-présidente aux côtés de Simone Iff, présidente de la section de Paris du MFPF et des militants du Groupe information santé comme Pierre Jouannet. En 1973, Alphonse Pageaud, permanent de la CFDT-PTT et membre du Mouvement français pour le planning familial depuis 1966, date de l'avortement de sa femme, devient à son tour président du Planning familial à Paris.
Jeannette Laot conservera ces responsabilités jusqu’au 15 janvier 1975, à la veille de l’adoption de la loi Veil, qui autorise l’interruption volontaire de grossesse.
Au cours des années 1970, les rapports entre le Parti socialiste, le MFPF et la CFDT se renforcent, les militantes cédétistes engagées dans le combat pour les droits des femmes participent à l’élaboration d’un « féminisme socialiste » symbolisé avec l’arrivée de la gauche au pouvoir en 1981.
Jeannette Laot devient conseillère de François Mitterrand en 1981,, et suit pour lui les travaux du ministère du travail et du ministère du Droit de femmes (1981-1986). En 1986, elle est nommée inspectrice générale des Postes, télégrammes et téléphones, et le reste jusqu’à son départ à la retraite en 1990,.
Jeannette Laot se retire auprès de sa fille et de ses deux petits enfants à Strasbourg, où elle meurt le 14 mai 2025, à l’âge de 100 ans.

## Fonctions syndicales
- membre du conseil de l’union locale CFTC de Morlaix et de l’union départementale CFTC du Finistère (1950-1954)
- secrétaire générale de la Fédération nationale de la SEITA CFTC (1954-1967)
- membre du Conseil confédéral de la CFTC (1963-1967)
- membre de la Commission féminine confédérale de CFTC (1961-1970)
- membre du comité de rédaction de la revue Projet (1970-1974)
- membre de la Commission exécutive de la CFDT (1970-1981)
- responsable du secrétariat « travailleuses » (1970-1981)
- vice-présidente du MLAC (1973-1975)[10].

## Décoration
- Chevalière de la Légion d'honneur

## Publications
- Stratégie pour les femmes, Éditions Stock, 1977
- La parité : enjeux et mise en œuvre, ouvrage collectif sous la direction de Jacqueline Martin, décembre 1998

#### Vidéogrammes
- « Jeannette Laot, biographie d’une syndicaliste », par Maitron, réalisation Jeanne Menjoulet (2012).  6 min 37 s. En ligne sur dailymotion.com
- IVG : le combat mené par la CFDT, par la CFDT. Entretien avec Jeannette Laot (Guylène Brunet, 2015) 10 min 30 s.  En ligne sur dailymotion.com